# Sergej Vojcechovský
Sergej Nikolajevič Vojcechovský (rusky Сергей Николаевич Войцеховский; 28. října 1883 Vitebsk – 7. dubna 1951 Ozerlag) byl československý legionář a generál ruského původu.

## Život

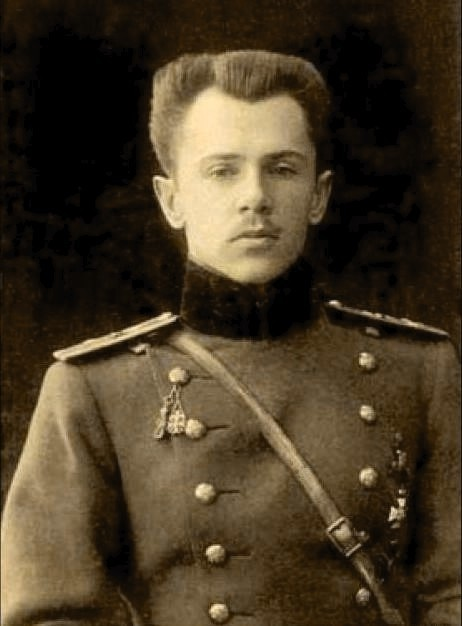
Štábní kapitán Vojcechovský, absolvent akademie generálního štábu, 1912

Sergej Vojcechovský pocházel ze šlechtické rodiny s polskými kořeny a jeho předci působili jako důstojníci v carské armádě. Po vystudování reálného gymnázia nastoupil studia na vojenském učilišti, které ukončil v roce 1904. V srpnu 1909 se oženil s dcerou svého velitele a po dalších studiích působil jako důstojník v Moskvě a v Charkově, ze kterého byl po začátku první světové války přesunut na frontu. Za účast v bojích byl mnohokrát vyznamenán a 8. září 1917 se stal náčelníkem štábu Československé střelecké divize.
Po Bachmačské bitvě se účastnil prvního sjezdu Československého vojska na Rusi, který se konal v květnu 1918 v Čeljabinsku. Po tzv. Čeljabinském incidentu se jako velitel pluku zasadil o jeho úspěšné řešení dvojím dobytím města Čeljabinska z rukou bolševiků.
Po odchodu většiny ruských důstojníků z Legií a jejich nahrazení československými veliteli jako jeden z mála ruských velitelů v Legiích zůstal a účastnil se bojů na Transsibiřské magistrále s Rudou armádou. Ke konci roku 1918 již v hodnosti generála bojoval proti bolševikům v rámci Kolčakovy armády. V roce 1920 odcestoval na Krym, kde se zařadil do Wrangelových vojsk, v jejichž rámci se po porážce Rudou armádou podílel na evakuaci zraněných a nemocných do Istanbulu.
V roce 1921 odcestoval do Československa, kde se stal 1. května 1921 příslušníkem československé armády jako generál V. hodnostní třídy. Dne 20. ledna 1922 mu bylo uděleno československé státní občanství. V rámci československé armády stále povyšoval, v roce 1929 mu byla udělena hodnost armádní generál.
V době Mnichovské krize velel I. armádě a zastával názor, že armáda by se měla postavit proti rozhodnutí politiků kapitulovat. Po obsazení zbytku Československa německou armádou byl 1. dubna 1939 pensionován a zapojil se do činnosti odbojové organizace Obrana národa. V letech 1939 až 1943 působil v Ruském vševojenském svazu. Během německé okupace Českých zemí byl pod stálým dozorem gestapa.
Po vypuknutí Pražského povstání byl 6. května 1945 pro jeho odmítnutí účastnit se povstání zatčen jednotkou českých revolučních gard. Po zásahu generála Mikuláše Antonína Číly a československé vlády byl dne 12. května 1945 propuštěn. Téhož dne byl zatčen v Praze (v ulici Konviktská č. p. 263) komandem NKVD, a přestože byl československý občan, byl zavlečen do Sovětského svazu. V Moskvě byl 15. září 1945 odsouzen za protisovětskou činnost k deseti letům v gulagu. Nejprve se octnul v jednom z táborů unžlagu v centrálním Rusku, v roce 1948 po vzniku zvláštních táborů tzv. osoblagů se zostřeným režimem a určených významným politickým vězňům skončil v Ozerlagu v Tajšetském okrese na východní Sibiři. Zde zemřel 7. dubna 1951 v ústřední nemocnici. Jako příčina smrti byla ve vězeňském spise uvedena „tuberkulóza a sešlost věkem“. Vzhledem k tomu, že se jednalo o jednu z častých (často formálně uváděných) diagnóz úmrtí, není případná skutečná příčina generálova úmrtí známa. Jeho ostatky se údajně nacházejí v bezejmenném hrobě č. 4-36 na hřbitově u centrální nemocnice. Československá vláda proti jeho únosu, stejně jako proti únosu řady jiných ruských, ukrajinských aj. protikomunistických emigrantů v květnu 1945 do Sovětského svazu, nikterak nezasáhla. V roce 1949 byl v československou komunistickou mocí zbaven vojenské hodnosti.
Dne 5. června 1996 byl Sergej Vojcechovský plně rehabilitován úřadem Hlavní vojenské prokuratury Ruské federace. Dne 28. října 1997 obdržel Sergej Vojcechovský in memoriam Řád Bílého lva III. třídy vojenské skupiny. Dne 8. května 2025 byl in memoriam vyznamenán Křížem obrany státu ministra obrany České republiky.

## Pamětní desky

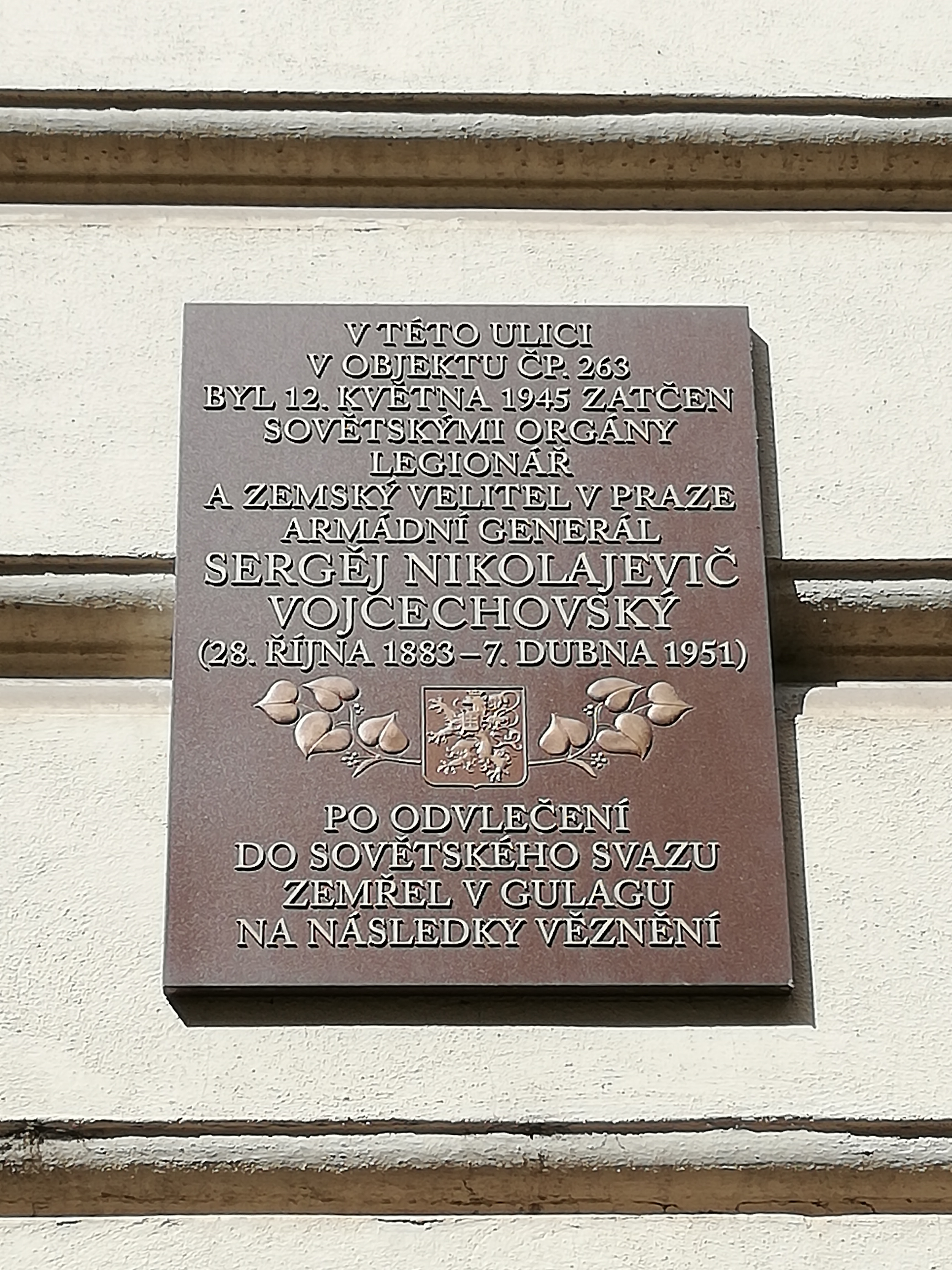
Pamětní deska v Konviktské ulici v Praze

- Sergej Vojcechovský má v Brně, v ulici Údolní 53/3, na budově bývalého zemského vojenského velitelství pamětní desku.[15] Na brněnské pamětní desce je nápis: V TÉTO BUDOVĚ / PŮSOBIL V LETECH 1930–1935 / JAKO ZEMSKÝ VOJENSKÝ VELITEL V BRNĚ / ARMÁDNÍ GENERÁL / SERGEJ VOJCECHOVSKIJ // následuje jeho stručný životopis (uvádíme již bez dělicích znaků „/“): NARODIL SE 29. ŘÍJNA 1883 VE VITEBSKU. PO ABSOLVOVÁNÍ CARSKÉ NIKOLAJEVSKÉ AKADEMIE GENERÁLNÍHO ŠTÁBU V PETROHRADU BOJOVAL V ŘADÁCH RUSKÉ ARMÁDY V PRVNÍ SVĚTOVÉ VÁLCE. V ROCE 1917 BYL PŘEVEDEN K ČESKOSLOVENSKÉMU VOJSKU NA RUSI. STAL SE ČLENEM PROZATÍMNÍHO VÝKONNÉHO VÝBORU LEGIÍ A ČLENEM JEHO VOJENSKÉHO KOLEGIA. V ROCE 1918 SE PŘIPOJIL K SILÁM BOJUJÍCÍM S BOLŠEVIKY A BYL VRCHNÍM VELITELEM RUSKÉHO VOJSKA NA SIBIŘI. V ROCE 1920 OPUSTIL RUSKO. V ROCE 1921 BYL PŘIJAT DO ČESKOSLOVENSKÉ ARMÁDY A OD ROKU 1927 ZASTÁVAL FUNKCI ZEMSKÉHO VOJENSKÉHO VELITELE V BRNĚ. OD ROKU 1935 BYL VOJENSKÝM VELITELEM V PRAZE. PO NĚMECKÉ OKUPACI SE PODÍLEL NA ZALOŽENÍ „OBRANY NÁRODA“. 12. KVĚTNA 1945 BYL Z ČESKOSLOVENSKA ODVLEČEN DO SOVĚTSKÉHO SVAZU. BYL VĚZNĚN V JEDNOM Z NEJVĚTŠÍCH KOMUNISTICKÝCH KONCENTRAČNÍCH TÁBORŮ OZERLAG V SIBIŘSKÉM TAJŠETU. ZAHYNUL 7. DUBNA 1951.

pamětní deska v Údolní ulici
- Další pamětní desku má Sergej Vojcechovský v Praze, v ulici Konviktská, na budově Střední průmyslové školy Strojní.[14] [p 1] Pamětní deska měla být původně umístěna na sousední budově (na adrese: Konviktská 263/5; 110 00 Praha 1 – Staré Město), kde dříve bývalo zemské vojenské velitelství, v současnosti (2019) zde sídlí vícehvězdičkový hotel (Rezidence Bologna); jeho majitel odmítl instalaci desky s odůvodněním, že by mu odrazovala zákazníky.[14][6][16] Na pražské pamětní desce je nápis: V TÉTO ULICI / V OBJEKTU ČP. 263 / BYL 12. KVĚTNA 1945 ZATČEN / SOVĚTSKÝMI ORGÁNY / LEGIONÁŘ / A ZEMSKÝ VELITEL V PRAZE / ARMÁDNÍ GENERÁL / SERGEJ NIKOLAJEVIČ / VOJCECHOVSKÝ / (28. ŘÍJNA 1883 - 7. DUBNA 1951) // PO ODVLEČENÍ / DO SOVĚTSKÉHO SVAZU / ZEMŘEL V GULAGU / NA NÁSLEDKY VĚZNĚNÍ.

pamětní deska v Konviktské ulici

### Sergej Vojcechovský ve filmu
V seriálu České století (režie Robert Sedláček) ztvárnil Sergeje Vojcechovského herec Martin Stránský.

## Vyznamenání
| Pamětní medaile na Rusko-japonskou válku 1904-1905, světlí bronz | Pamětní medaile na Rusko-japonskou válku 1904-1905, světlý bronz |
| Pamětní medaile k 100. výročí Vlastenecké války 1812             | Pamětní medaile k 100. výročí Vlastenecké války 1812             |
| Řád svatého Stanislava, III. třídy                               | Řád svatého Stanislava, III. třídy                               |
| Pamětní medaile k 300. výročí panování Romanovců                 | Pamětní medaile k 300. výročí panování Romanovců                 |
| Řád svaté Anny, IV. třídy                                        | Řád svaté Anny, IV. třídy                                        |
| Řád svatého Stanislava, II. třídy s meči                         | Řád svatého Stanislava, II. třídy s meči                         |
| Řád svaté Anny, II. třídy s meči                                 | Řád svaté Anny, II. třídy s meči                                 |
| Řád svaté Anny, III. třídy s meči a mašlí                        | Řád svaté Anny, III. třídy s meči a mašlí                        |
| Řád svatého Vladimíra, IV. třídy s meči a mašlí                  | Řád svatého Vladimíra, IV. třídy s meči a mašlí                  |
| Řád svatého Stanislava, III. třídy s mači a mašlí                | Řád svatého Stanislava, III. třídy s meči a mašlí                |
| Válečný kříž                                                     | Válečný kříž                                                     |
| Řád za vynikající službu                                         | Řád za vynikající službu                                         |
| Řád svatého Vladimíra, III. třídy s meči                         | Řád svatého Vladimíra, III. třídy s meči                         |
| Řád svatého Jiří                                                 | Řád svatého Jiří, IV. třída                                      |
| Řád svatého Jiří                                                 | Řád svatého Jiří, III. třída                                     |
| Řád sokola, vojenská skupina s meči                              | Řád sokola, vojenská skupina s meči                              |
| Československý válečný kříž 1914–1918                            | Československý válečný kříž 1914–1918                            |
| Medaile vítězství                                                | Československá medaile Vítězství                                 |
| Československá revoluční medaile                                 | Československá revoluční medaile                                 |
| Řád čestné legie, IV. třídy – důstojník                          | Řád čestné legie, IV. třídy – důstojník                          |
| Řád svatého Sávy, II. třída - velkodůstojník                     | Řád svatého Sávy, II. třída – velkodůstojník                     |
| Řád čestné legie, III. třídy – komandér                          | Řád čestné legie, III. třídy – komandér                          |
| Řád svatého Sávy, I. třída - velkokříž                           | Řád svatého Sávy, I. třída – velkokříž                           |
| Řád rumunské hvězdy, I. třídy - velkokříž                        | Řád rumunské hvězdy, I. třídy – velkokříž                        |
| Řád jugoslávské koruny, I. třídy                                 | Řád jugoslávské koruny, I. třídy                                 |
| Řád Bílého lva, III. třídy – vojenská skupina                    | in-memoriam Řád Bílého lva, III. třídy – vojenská skupina        |
| Kříž obrany státu                                                | in-memoriam Kříž obrany státu ministra obrany České republiky    |